# José Luís Vidigal
José Luís da Cruz Vidigal (ur. 15 marca 1973 w Sa da Bandeira) – piłkarz portugalski pochodzenia angolskiego grający na pozycji defensywnego pomocnika.

## Kariera klubowa
Vidigal urodził się w Angoli, ale jako dziecko wyemigrował z rodzicami do Portugalii. Tam rozpoczął piłkarską karierę w małym klubie O Elvas CAD. W 1994 roku trafił do drugoligowego GD Estoril-Praia, gdzie spędził sezon i już latem 1995 został piłkarzem jednego z najbardziej utytułowanych klubów w kraju, Sportingu, który dopiero co został mistrzem kraju. W pierwszym sezonie w Sportingu zajął 3. miejsce w lidze, a już w 1997 roku został wicemistrzem Portugalii, dzięki czemu w sezonie 1997/1998 wystąpił w Lidze Mistrzów (Sporting odpadł po drugiej fazie grupowej). Kolejny sukces ze Sportingiem osiągnął w sezonie 1999/2000, kiedy to po raz pierwszy w karierze wywalczył mistrzostwo Portugalii. Dotarł też wówczas do finału krajowego pucharu. Ze Sportingiem w swojej karierze wystąpił także w Pucharze UEFA i nieistniejącym Pucharze Zdobywców Pucharów.
Latem 2000 Vidigal przeszedł do włoskiego SSC Napoli. Jednak występ zespołu z takimi piłkarzami w składzie jak Marek Jankulovski, Francesco Moriero czy Edmundo okazał się klapą i neapolski klub zajmując przedostatnie miejsce spadł do Serie B. Sam Vidigal rozegrał w lidze tylko 4 mecze, ale już grając w drugiej lidze został piłkarzem wyjściowej jedenastki. W Napoli spędził trzy kolejne sezony, ale nie wywalczył promocji do Serie A. Latem 2004 Vidigal przeszedł do beniaminka Serie A, AS Livorno Calcio. Livorno zajęło wysokie 8. miejsce, a Portugalczyk spisał się całkiem udanie strzelając 3 gole w lidze. Na sezon 2005/2006 zawodnik przeszedł do Udinese Calcio, z którym wystąpił w fazie grupowej Ligi Mistrzów, a następnie w Pucharze UEFA. W 2006 roku Vidigal wrócił do Livorno i zajął z nim 11. miejsce w lidze.
| Sezon   | Klub              | Kraj       | Rozgrywki                          | Mecze | Bramki |
| ------- | ----------------- | ---------- | ---------------------------------- | ----- | ------ |
| 1994/95 | GD Estoril-Praia  | Portugalia | Liga de Honra                      | 27    | 0      |
| 1995/96 | Sporting CP       | Portugalia | SuperLiga                          | 17    | 0      |
| 1996/97 | Sporting CP       | Portugalia | SuperLiga                          | 20    | 3      |
| 1997/98 | Sporting CP       | Portugalia | SuperLiga                          | 22    | 1      |
| 1998/99 | Sporting CP       | Portugalia | SuperLiga                          | 19    | 0      |
| 1999/00 | Sporting CP       | Portugalia | SuperLiga                          | 32    | 1      |
| 2000/01 | SSC Napoli        | Włochy     | Serie A                            | 4     | 0      |
| 2001/02 | SSC Napoli        | Włochy     | Serie B                            | 21    | 3      |
| 2002/03 | SSC Napoli        | Włochy     | Serie B                            | 33    | 5      |
| 2003/04 | SSC Napoli        | Włochy     | Serie B                            | 28    | 0      |
| 2004/05 | AS Livorno Calcio | Włochy     | Serie A                            | 30    | 3      |
| 2005/06 | Udinese Calcio    | Włochy     | Serie A                            | 23    | 1      |
| 2006/07 | AS Livorno Calcio | Włochy     | Serie A                            | 18    | 0      |
|         |                   |            | Łącznie w portugalskiej SuperLidze | 110   | 5      |
|         |                   |            | Łącznie w Serie A                  | 75    | 4      |

## Kariera reprezentacyjna
W 1996 roku Vidigal wraz z olimpijską reprezentacji Portugalii wziął udział w Letnich Igrzyskach Olimpijskich w Atlancie. Doszedł z Portugalią do półfinału, a meczu o 3. miejsce jego rodacy ulegli Brazylii 0:5.
W pierwszej reprezentacji Portugalii Vidigal zadebiutował 23 lutego 2000 w zremisowanym 1:1 meczu z Belgią. W tym samym roku został powołany przez selekcjonera Humberto Coelho do kadry na Euro 2000. Tam zagrał we wszystkich trzech meczach grupowych, a następnie w przegranym 1:2 po dogrywce półfinale z Francją, dzięki któremu przywiózł brązowy medal. Vidigal występował również w eliminacjach do MŚ 2002, ale po 2002 roku nie wystąpił więcej w pierwszej reprezentacji. Ogółem w kadrze rozegrał 14 meczów.